# アリエン・ロッベン
アリエン・ロッベン（Arjen Robben (オランダ語発音: [ˈɑrjən ˈrɔbə(n)] ( 音声ファイル)), 1984年1月23日 - ）は、オランダ・フローニンゲン州ベドゥム出身の元サッカー選手。元オランダ代表。現役時代のポジションはフォワード、ミッドフィールダー。

## クラブ経歴

### オランダ時代
地元のクラブ、VVベドゥムでサッカーを始める。FCフローニンゲン在籍時の2000年、16歳でプロデビュー。レギュラーとしてプレーした後、2002年にPSVへ移籍。ここでも1年目から12得点を挙げ、2002-03シーズンのヨハン・クライフ賞を受賞した。

### チェルシー
2004年3月、移籍金1800万ユーロでチェルシーFCに移籍した。また同じ頃、精巣腫瘍を患ったが手術により回復した。
同年6月から7月のEURO2004の後、プレシーズンマッチで怪我を負い、その影響でプレミアリーグのデビューは11月となった。だが、デビュー早々チームの主力選手として活躍し、同月のプレミアリーグ月間最優秀選手賞にも輝いている。その後も怪我に悩まされながらも、チェルシーのプレミアリーグ2連覇（2004-05シーズン、2005-06シーズン）に貢献するなど、中心選手として活躍した。本職は4-3-3の左WGながら、2006-07シーズンにはアンドリー・シェフチェンコの加入によりクラブは4-4-2へとシステムを変更。

### レアル・マドリード

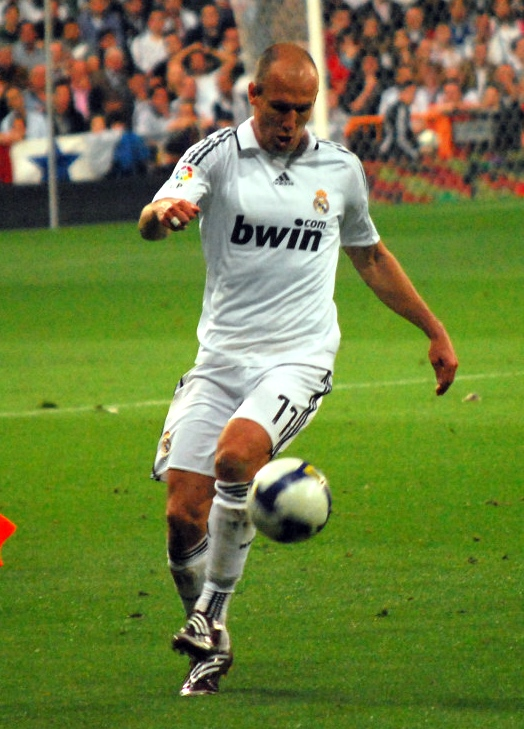
レアル・マドリード時代

2007年8月22日、スペインのレアル・マドリードに移籍した。5年契約で移籍金3600万ユーロ。膝の故障でシーズンは出遅れたが9月18日のチャンピオンズリーグ、ヴェルダー・ブレーメン戦でデビュー。すぐに左サイドMFのポジションでスターティングメンバーを獲得した。また、EURO2008にも招集された。しかし後述のようにレアル・マドリードでプレーした2シーズンでは負傷が多く、負傷回数は10度に達したとされ、2009年にクラブはクリスティアーノ・ロナウドらを大量補強したため、ロッベン本人は残留を望んでいたものの、その金銭補填のために放出されることになったと後に明かしている。

### バイエルン・ミュンヘン
2009年8月28日、バイエルン・ミュンヘンに移籍した。移籍金は2500万ユーロの4年契約とされ、ロッベンは背番号10番を背負うこととなった。フランク・リベリーと共に両サイドから攻撃に参加、デビュー戦となったVfLヴォルフスブルク戦で2得点を挙げた。
2010年3月9日のUEFAチャンピオンズリーグ決勝トーナメント1回戦2ndレグのACFフィオレンティーナ戦ではミドルシュートを決め、また4月7日の準々決勝2ndレグのマンチェスター・ユナイテッドFC戦でもコーナーキックからボレーシュートを決めた。4月17日のハノーファー96戦で自身初のハットトリックを達成した(試合は7-0で勝利)。4月21日のオリンピック・リヨンとのチャンピオンズリーグ準決勝1stレグでも決勝点となるミドルシュートを決め決勝進出に貢献した。同大会では決勝でインテル・ミラノに敗れ、準優勝に終わったが、ブンデスリーガではチームトップ・リーグ5位タイの16得点を挙げ、バイエルンの2冠に貢献。シーズン終了後にはドイツ年間最優秀選手に選出された。
2010-11シーズン、2010 FIFAワールドカップでの負傷の影響でチームへの復帰は翌年1月まで遅れたが、リーグ14試合で12得点8アシストを記録した。
2011-12シーズンは2度目のUEFAチャンピオンズリーグ決勝進出を果たすが、延長戦に突入した直後に得たPKをチェフに止められ、古巣チェルシーに敗れ、またも準優勝に終わった。
2012-13シーズン、ブンデスリーガを当時史上最速で優勝すると、2年連続でUEFAチャンピオンズリーグ決勝に進出、同じドイツの最大のライバルであるボルシア・ドルトムントを破って優勝を果たした。 DFBポカールも優勝し、ドイツ史上初の3冠達成に貢献した。同年にはUEFAスーパーカップ、FIFAクラブワールドカップでも優勝、この年5冠を達成した。
2013-14シーズン、12月のDFBポカールで負傷し、FIFAクラブワールドカップに参加出来ず。2014年3月のシャルケ戦でハットトリックを達成した。DFBポカール決勝のボルシア・ドルトムント戦では先制点を決め勝利に貢献した。
2014-15シーズン、12月16日のSCフライブルク戦でバイエルンでの100ゴールを達成した。怪我で約2か月離脱したが、17ゴールを記録、リーグ優勝に貢献した。
2017年1月バイエルンとの契約を1年延長した。
2017年11月のドルトムント戦のゴールでバイエルンでの外国人最多ゴール記録を更新、更にブンデスリーガで最多ゴールを記録したオランダ人となった。
2018年12月、今シーズン限りでバイエルンを退団することを発表した。5月18日リーグ最終戦のフランクフルト戦では交代出場からブンデスリーガ通算99点目となる惜別のゴールを決めた。JリーグやMLSへの移籍が噂されたが、2019年7月、現役引退を発表した。バイエルンではブンデスリーガ通算201試合出場99ゴール62アシスト。8度のブンデスリーガ制覇、5度のDFBポカール制覇、2012-13シーズンのチャンピオンズリーグ制覇に貢献した。

### FCフローニンゲン
2020年6月、2020-21シーズンよりFCフローニンゲンで現役復帰をするために、数週間のトレーニングを行っていることが発表された。2020-21シーズン、開幕戦となったPSV戦で先発出場したが、前半29分に負傷交代となった。復帰戦となった第32節のエメン戦では2アシストを決めた。
2021年7月15日、自身のSNSで2度目の現役引退を表明した。

## 代表経歴

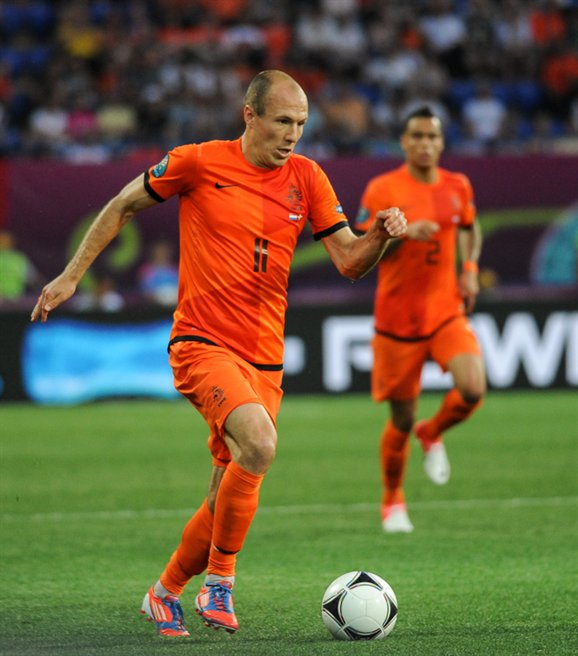
オランダ代表でプレーするロッベン（EURO 2012、デンマーク戦）

オランダ代表としては2003年4月30日に行われたポルトガル代表との国際親善試合でデビュー。2006 FIFAワールドカップでは初戦のセルビア・モンテネグロ戦で18分に得点を挙げた。これが決勝点となり、その試合のマン・オブ・ザ・マッチとなった。大会では、6試合に出場して2得点を挙げた。
EURO2008にも招集された。
初戦のイタリア戦では怪我で欠場したものの、第2戦のフランス戦で復帰すると1ゴールを決めフランス相手に4発快勝に大きく貢献した。チームはそのままグループリーグを3戦全勝で首位通過するも決勝トーナメント準々決勝でロシアに延長戦の末敗れベスト8に終わった。
2010 FIFAワールドカップのオランダ代表にも名を連ねたが、大会前のハンガリーとの親善試合でフェイントに失敗しハムストリングを負傷したが、グループリーグ第3戦のカメルーン戦から復帰。決勝トーナメント一回戦のスロバキア戦ではミドルシュートで先制点を挙げ、大会選定のマンオブザマッチに選出される。準決勝のウルグアイ戦ではヘディングで3点目を挙げ、オランダを決勝に導いたもののスペインに0-1で敗戦し、準優勝に終わった。しかし大会後、クラブで行ったメディカルチェックにて太ももの筋断裂が発覚し、これに対しバイエルンのカール・ハインツ・ルンメニゲ会長はワールドカップで強行出場を続けさせたとしてオランダ代表を批判した。この怪我への補償として、2012年5月にアリアンツ・アレーナでバイエルンとオランダ代表の親善試合が行われている。
EURO2012にも招集された。本戦では優勝候補と目されたが、ドイツ、ポルトガル、デンマークの死の組に入り、1勝もあげられず3連敗を喫しグループリーグで敗退した。なお、自身も3試合無得点で終わった。
2014 FIFAワールドカップでもオランダ代表に選出された。本大会ではグループリーグのスペイン戦で2ゴール、オーストラリア戦で1ゴール、合計3得点を挙げオランダの2大会連続での準決勝進出に大きく貢献した。一方で、メキシコ戦では同逆転ゴールとなったPKを得る際にダイブをしたとの疑惑を受けてメキシコ人ファンから激しく批判された。また3位決定戦のブラジル戦でもPKを奪った。
2018 FIFAワールドカップ・ヨーロッパ予選最終節のスウェーデン戦で自身の2ゴールで2-0と勝利するも、得失点差で予選敗退が決定、代表からの引退を表明した。

## プレースタイル
爆発的なスプリント力ゆえに筋肉系のけがが多く、シーズンを通じて稼働できないことがあったが世界屈指のカットイン、ミドルシューターとしての実力があった。「オランダ代表の試合がロッベンのワンプレーで決まると言っても過言ではない」という意見がある。

## 評価
- プレースタイル故にドイツではフランツ・ベッケンバウアーから「エゴイスト」と批判されたが、彼をプロ・デビューさせたヤン・ファン・ダイクは「アリエンは若い時からずっとエゴイスト。彼にとっては普通のことであり、それが彼の才能。彼がエゴイストであるのが問題なら売るべき。エゴイズムが彼を強くしてるんだから」と語った[41]。
- ユヴェントスGM（ゼネラルマネージャー）のジュゼッペ・マロッタは、「ロッベンは、現時点で間違いなくヨーロッパ最高であるクラブで、堂々とプレーして高い能力を見せている」と高く評価している[42]。

## 私生活
2004年12月、同年初頭に精巣腫瘍を患い、摘出手術を行って、病を克服したことを告白している。
2007年6月に結婚し、現在3児の父親である。
現役引退後はマラソンに挑戦。2022年にロッテルダムマラソンに初参加すると、3時間13分40秒で完走。2023年も同レースを走り、2時間58分33秒とタイムを縮めて完走した。

## 個人成績
2021年7月15日現在
| クラブ         | シーズン     | リーグ                 | 背番号       | リーグ戦 | リーグ戦 | カップ戦 | カップ戦 | 国際大会 | 国際大会 | その他 | その他 | 合計 | 合計 |
| クラブ         | シーズン     | リーグ                 | 背番号       | 出場     | 得点     | 出場     | 得点     | 出場     | 得点     | 出場   | 得点   | 出場 | 得点 |
| -------------- | ------------ | ---------------------- | ------------ | -------- | -------- | -------- | -------- | -------- | -------- | ------ | ------ | ---- | ---- |
| フローニンゲン | 2000-01      | エールディヴィジ       | -            | 18       | 2        | 0        | 0        | -        | -        | -      | -      | 18   | 2    |
| フローニンゲン | 2001-02      | エールディヴィジ       | -            | 28       | 6        | 6        | 4        | -        | -        | -      | -      | 34   | 10   |
| フローニンゲン | クラブ通算   | クラブ通算             | クラブ通算   | 46       | 8        | 6        | 4        | 0        | 0        | 0      | 0      | 52   | 12   |
| PSV            | 2002-03      | エールディヴィジ       | 11           | 33       | 12       | 3        | 0        | 4        | 1        | 1      | 0      | 41   | 13   |
| PSV            | 2003-04      | エールディヴィジ       | 11           | 23       | 6        | 2        | 0        | 8        | 2        | 1      | 1      | 34   | 9    |
| PSV            | クラブ通算   | クラブ通算             | クラブ通算   | 56       | 18       | 5        | 0        | 12       | 3        | 2      | 1      | 75   | 22   |
| チェルシー     | 2004-05      | プレミアリーグ         | 16           | 18       | 7        | 2        | 0        | 5        | 1        | 4      | 1      | 29   | 9    |
| チェルシー     | 2005-06      | プレミアリーグ         | 16           | 28       | 6        | 4        | 1        | 6        | 0        | 2      | 0      | 40   | 7    |
| チェルシー     | 2006-07      | プレミアリーグ         | 16           | 21       | 2        | 4        | 0        | 7        | 1        | 4      | 0      | 36   | 3    |
| チェルシー     | クラブ通算   | クラブ通算             | クラブ通算   | 67       | 15       | 10       | 1        | 18       | 2        | 10     | 1      | 105  | 19   |
| Rマドリード    | 2007-08      | リーガ・エスパニョーラ | 11           | 21       | 4        | 2        | 1        | 5        | 0        | 0      | 0      | 28   | 5    |
| Rマドリード    | 2008-09      | リーガ・エスパニョーラ | 11           | 29       | 7        | 0        | 0        | 6        | 1        | 2      | 0      | 37   | 8    |
| Rマドリード    | クラブ通算   | クラブ通算             | クラブ通算   | 50       | 11       | 2        | 1        | 11       | 1        | 2      | 0      | 65   | 13   |
| バイエルン     | 2009-10      | ブンデスリーガ         | 10           | 24       | 16       | 3        | 3        | 10       | 4        | -      | -      | 37   | 23   |
| バイエルン     | 2010-11      | ブンデスリーガ         | 10           | 14       | 12       | 2        | 1        | 2        | 0        | 0      | 0      | 18   | 13   |
| バイエルン     | 2011-12      | ブンデスリーガ         | 10           | 24       | 12       | 3        | 2        | 9        | 5        | -      | -      | 36   | 19   |
| バイエルン     | 2012-13      | ブンデスリーガ         | 10           | 16       | 5        | 5        | 4        | 9        | 4        | 1      | 0      | 31   | 13   |
| バイエルン     | 2013-14      | ブンデスリーガ         | 10           | 28       | 11       | 5        | 4        | 10       | 4        | 2      | 2      | 45   | 21   |
| バイエルン     | 2014-15      | ブンデスリーガ         | 10           | 21       | 17       | 2        | 0        | 7        | 2        | 0      | 0      | 30   | 19   |
| バイエルン     | 2015-16      | ブンデスリーガ         | 10           | 15       | 4        | 3        | 0        | 3        | 2        | 1      | 1      | 22   | 7    |
| バイエルン     | 2016-17      | ブンデスリーガ         | 10           | 26       | 13       | 3        | 0        | 8        | 3        | 0      | 0      | 37   | 16   |
| バイエルン     | 2017-18      | ブンデスリーガ         | 10           | 21       | 5        | 4        | 2        | 9        | 0        | 0      | 0      | 34   | 7    |
| バイエルン     | 2018-19      | ブンデスリーガ         | 10           | 12       | 4        | 2        | 0        | 4        | 2        | 1      | 0      | 19   | 6    |
| バイエルン     | クラブ通算   | クラブ通算             | クラブ通算   | 201      | 99       | 32       | 16       | 71       | 26       | 5      | 3      | 309  | 144  |
| フローニンゲン | 2020-21      | エールディヴィジ       | 10           | 7        | 0        | 0        | 0        | -        | -        | -      | -      | 7    | 0    |
| キャリア通算   | キャリア通算 | キャリア通算           | キャリア通算 | 427      | 151      | 55       | 22       | 112      | 32       | 19     | 5      | 613  | 210  |

## 代表歴

### 出場大会
- オランダ代表
  - 2006 FIFAワールドカップ
  - 2010 FIFAワールドカップ
  - 2014 FIFAワールドカップ

### 試合数
- 国際Aマッチ 96試合 37得点（2003年 - 2017年）[45]

| オランダ代表 | 国際Aマッチ | 国際Aマッチ |
| 年           | 出場        | 得点        |
| ------------ | ----------- | ----------- |
| 2003         | 3           | 1           |
| 2004         | 8           | 2           |
| 2005         | 6           | 3           |
| 2006         | 10          | 2           |
| 2007         | 4           | 0           |
| 2008         | 6           | 2           |
| 2009         | 8           | 1           |
| 2010         | 7           | 4           |
| 2011         | 1           | 0           |
| 2012         | 10          | 2           |
| 2013         | 10          | 5           |
| 2014         | 13          | 6           |
| 2015         | 2           | 2           |
| 2016         | 1           | 1           |
| 2017         | 7           | 6           |
| 通算         | 96          | 37          |

### 得点
| #   | 開催日         | 開催地             | 対戦国                 | スコア | 結果 | 大会                        |
| --- | -------------- | ------------------ | ---------------------- | ------ | ---- | --------------------------- |
| 1.  | 2003年10月11日 | アイントホーフェン | モルドバ               | 5–0    | 5–0  | UEFA EURO 2004予選          |
| 2.  | 2004年2月18日  | アムステルダム     | アメリカ合衆国         | 1–0    | 1–0  | 親善試合                    |
| 3.  | 2004年11月17日 | バルセロナ         | アンドラ               | 0–2    | 0–3  | 2006 FIFAワールドカップ予選 |
| 4.  | 2005年6月4日   | ロッテルダム       | ルーマニア             | 1–0    | 2–0  | 2006 FIFAワールドカップ予選 |
| 5.  | 2005年8月17日  | ロッテルダム       | ドイツ                 | 1–0    | 2–2  | 親善試合                    |
| 6.  | 2005年8月17日  | ロッテルダム       | ドイツ                 | 2–0    | 2–2  | 親善試合                    |
| 7.  | 2006年6月11日  | ライプツィヒ       | セルビア・モンテネグロ | 0–1    | 0–1  | 2006 FIFAワールドカップ     |
| 8.  | 2006年8月16日  | ダブリン           | アイルランド           | 0–2    | 0–4  | 親善試合                    |
| 9.  | 2008年6月1日   | ロッテルダム       | ウェールズ             | 2–0    | 2–0  | 親善試合                    |
| 10. | 2008年6月13日  | ベルン             | フランス               | 3–1    | 3–1  | UEFA EURO 2008              |
| 11. | 2009年6月10日  | ロッテルダム       | ノルウェー             | 2–0    | 2–0  | 2010 FIFAワールドカップ予選 |
| 12. | 2010年6月5日   | アムステルダム     | ハンガリー             | 3–1    | 6–1  | 親善試合                    |
| 13. | 2010年6月5日   | アムステルダム     | ハンガリー             | 6–1    | 6–1  | 親善試合                    |
| 14. | 2010年6月28日  | ダーバン           | スロバキア             | 1–0    | 2–1  | 2010 FIFAワールドカップ     |
| 15. | 2010年7月6日   | ケープタウン       | ウルグアイ             | 1–3    | 2–3  | 2010 FIFAワールドカップ     |
| 16. | 2012年2月29日  | ロンドン           | イングランド           | 0–1    | 2–3  | 親善試合                    |
| 17. | 2012年2月29日  | ロンドン           | イングランド           | 2–3    | 2–3  | 親善試合                    |
| 18. | 2013年6月7日   | ジャカルタ         | インドネシア           | 0–3    | 0–3  | 親善試合                    |
| 19. | 2013年9月6日   | タリン             | エストニア             | 0–1    | 2–2  | 2014 FIFAワールドカップ予選 |
| 20. | 2013年10月11日 | アムステルダム     | ハンガリー             | 8–1    | 8–1  | 2014 FIFAワールドカップ予選 |
| 21. | 2013年10月15日 | イスタンブール     | トルコ                 | 0–1    | 0–2  | 2014 FIFAワールドカップ予選 |
| 22. | 2013年11月16日 | ヘンク             | 日本                   | 2–0    | 2–2  | 親善試合                    |
| 23. | 2014年6月4日   | アムステルダム     | ウェールズ             | 1–0    | 2–0  | 親善試合                    |
| 24. | 2014年6月13日  | サルヴァドール     | スペイン               | 1-2    | 1-5  | 2014 FIFAワールドカップ     |
| 25. | 2014年6月13日  | サルヴァドール     | スペイン               | 1-5    | 1-5  | 2014 FIFAワールドカップ     |
| 26. | 2014年6月18日  | ポルト・アレグレ   | オーストラリア         | 0–1    | 2–3  | 2014 FIFAワールドカップ     |
| 27. | 2014年11月16日 | アムステルダム     | ラトビア               | 2–0    | 6–0  | UEFA EURO 2016予選          |
| 28. | 2014年11月16日 | アムステルダム     | ラトビア               | 5–0    | 6–0  | UEFA EURO 2016予選          |
| 29. | 2015年11月13日 | カーディフ         | ウェールズ             | 1–2    | 2–3  | 親善試合                    |
| 30. | 2015年11月13日 | カーディフ         | ウェールズ             | 2–3    | 2–3  | 親善試合                    |
| 31. | 2016年11月13日 | ルクセンブルク市   | ルクセンブルク         | 0–1    | 1–3  | 2018 FIFAワールドカップ予選 |
| 32. | 2017年6月4日   | ロッテルダム       | コートジボワール       | 5–0    | 5–0  | 親善試合                    |
| 33. | 2017年6月9日   | ロッテルダム       | ルクセンブルク         | 1–0    | 5–0  | 2018 FIFAワールドカップ予選 |
| 34. | 2017年9月3日   | アムステルダム     | ブルガリア             | 2–0    | 3–1  | 2018 FIFAワールドカップ予選 |
| 35. | 2017年10月7日  | ボリソフ           | ベラルーシ             | 1–2    | 1–3  | 2018 FIFAワールドカップ予選 |
| 36. | 2017年10月10日 | アムステルダム     | スウェーデン           | 1–0    | 2–0  | 2018 FIFAワールドカップ予選 |
| 37. | 2017年10月10日 | アムステルダム     | スウェーデン           | 2–0    | 2–0  | 2018 FIFAワールドカップ予選 |

## 代表歴

### 出場大会
- オランダ代表
  - 2004年 - UEFA EURO 2004
  - 2006年 - 2006 FIFAワールドカップ
  - 2008年 - UEFA EURO 2008
  - 2010年 - 2010 FIFAワールドカップ
  - 2012年 - UEFA EURO 2012
  - 2014年 - 2014 FIFAワールドカップ

## タイトル

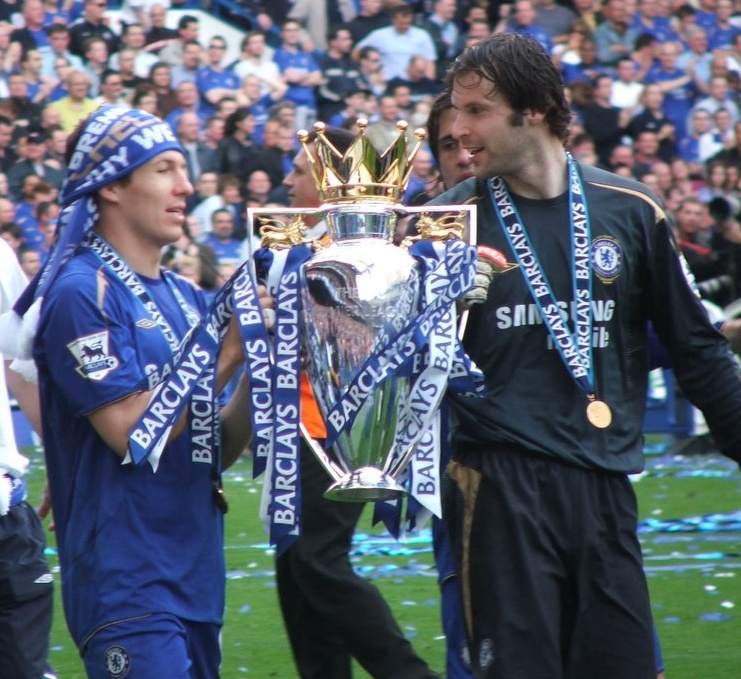
チェフとともに05-06シーズンプレミアリーグ優勝トロフィーを持つロッベン

### クラブ
PSVアイントホーフェン
- エールディヴィジ：1回（2002-03）
- ヨハン・クライフ・シャール：1回（2003）

チェルシー
- プレミアリーグ：2回（2004-05, 2005-06）
- FAカップ：1回（2006-07）
- フットボールリーグカップ：2回（2004-05, 2006-07）
- FAコミュニティ・シールド：1回（2006）

レアル・マドリード
- リーガ・エスパニョーラ：1回（2007-08）

バイエルン・ミュンヘン
- FIFAクラブワールドカップ：1回（2013）
- UEFAチャンピオンズリーグ：1回（2012-13）
- UEFAスーパーカップ：1回（2013）
- ブンデスリーガ：8回（2009-10, 2012-13, 2013-14, 2014-15, 2015-16, 2016-17, 2017-18, 2018-19）
- DFBポカール：5回（2009-10, 2012-13, 2013-14, 2015-16, 2018-19）
- DFLスーパーカップ：5回（2010, 2012, 2016, 2017, 2018）

### 個人
- オランダ最優秀若手選手賞：1回（2003）
- ブラヴォー賞：1回（2005）
- U-21 欧州年間最優秀選手賞：1回（2005）
- ドイツ年間最優秀選手賞：1回（2010）
- FIFAワールドカップブロンズボール：1回（2014）
- FIFAワールドカップ ベストイレブン：1回（2014）